# 華波公園
華波公園（英語：Walpole Park）是位於英國倫敦西部伊灵的城市公园，屬第二級建築，佔地28英畝（110,000平方），由伊靈議會管理。十九世紀初，公園是约翰·索恩的鄉村別墅（即璧贊嘉莊園）的一部分，到1899年市議會購買了此空地，1901年5月1日首次開放予公眾進入。公園內有兩個法定古蹟，包括璧贊嘉莊園及畫廊（一級）和莊園小屋（二級）。其他著名地標包括莊園後門草地旁邊的後維多利亞時期蛇紋觀賞湖，以及公園西部的池塘及雙噴泉，吸引了不少水鳥駐足。

## 歷史

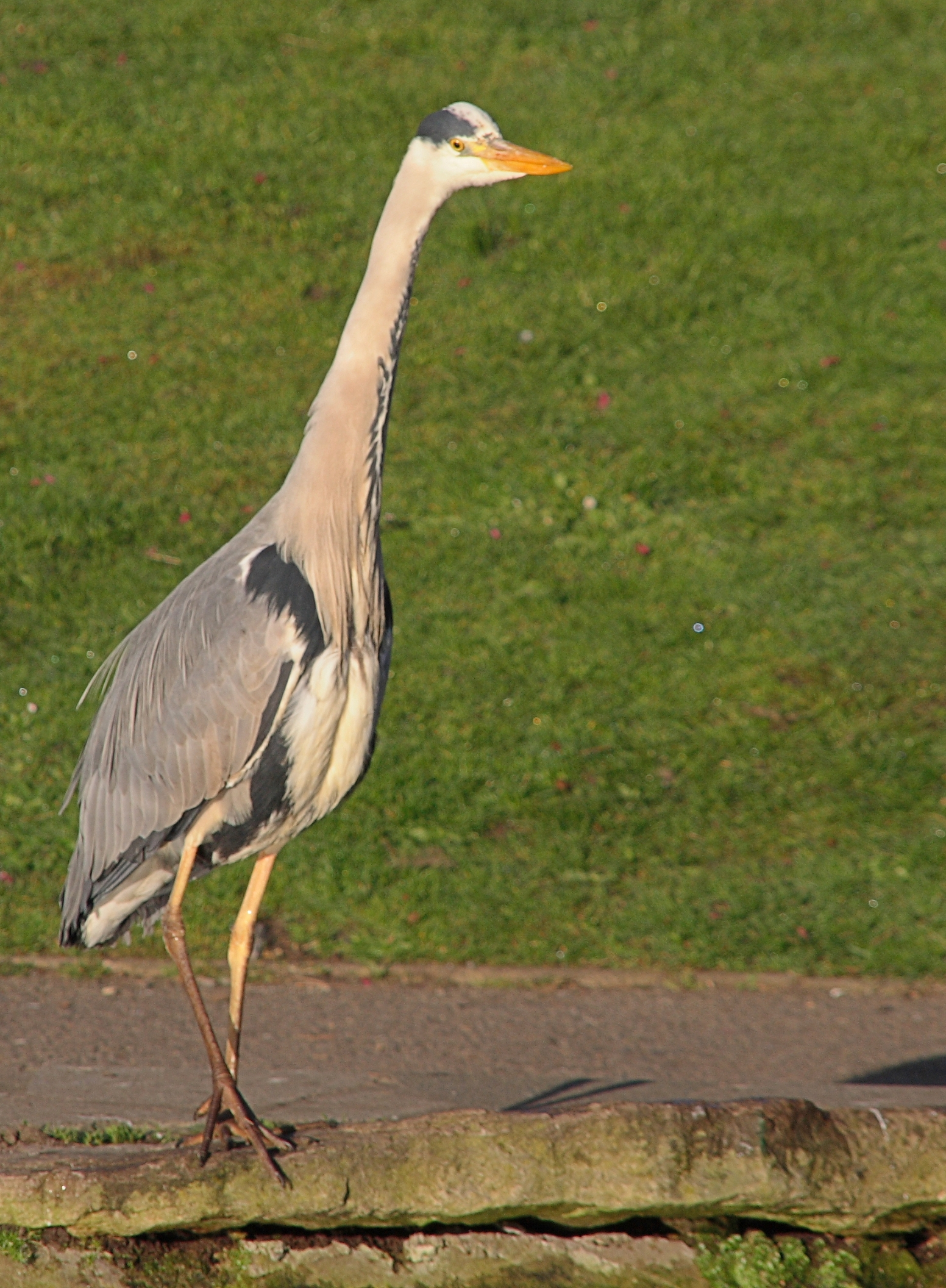
苍鹭

1800年，著名英國建築師约翰·索恩買下了璧贊嘉莊園及莊園前地。此後的三年期間，索恩改建了莊園，又聘請園藝設計師莊·夏佛飛去修建前地。索恩在1810年放售後，莊園多次易手。1889年，繼承家父施賓西·何利蘇·華波家產的前首相施賓西·華波以4萬英鎊將莊園賣給了伊靈市區議會。市鎮的測量師兼設計師查理斯·鍾斯是華波的密友、曾任市長、也設計了市政廳，二人曾洽商買賣條款。交易成功後，鍾斯重新設計莊園前地，決定興建樹蔭大道、行人路和花壇。外圍的圓形行人徑大約長一英里。面向莊園一面的水塘種有植物和灌木。 
至於莊園內部則成為伊靈市鎮中央公共圖書館，1984年撤離莊園，及後當局開始研究莊園的原本風格，並嘗試恢復莊園原本的模樣。至於當年圖書館遷入後新建的北翼建築，則成為了現在的畫廊。
1980年代末，復修工程完工，莊園和公園都以最起初的面貌示人。1987年獲英格蘭遺產委員會登記為具特殊歷史價值公園和花園。
2013年8月起，公園再次進行全面翻新，翌年夏季重開。觀賞湖和魚塘被兩個新池塘取代；飼養的水鳥回歸公園；新的花壇種有鮮花；花園其中一邊的橋樑亦重建。

## 特色

### 拱門

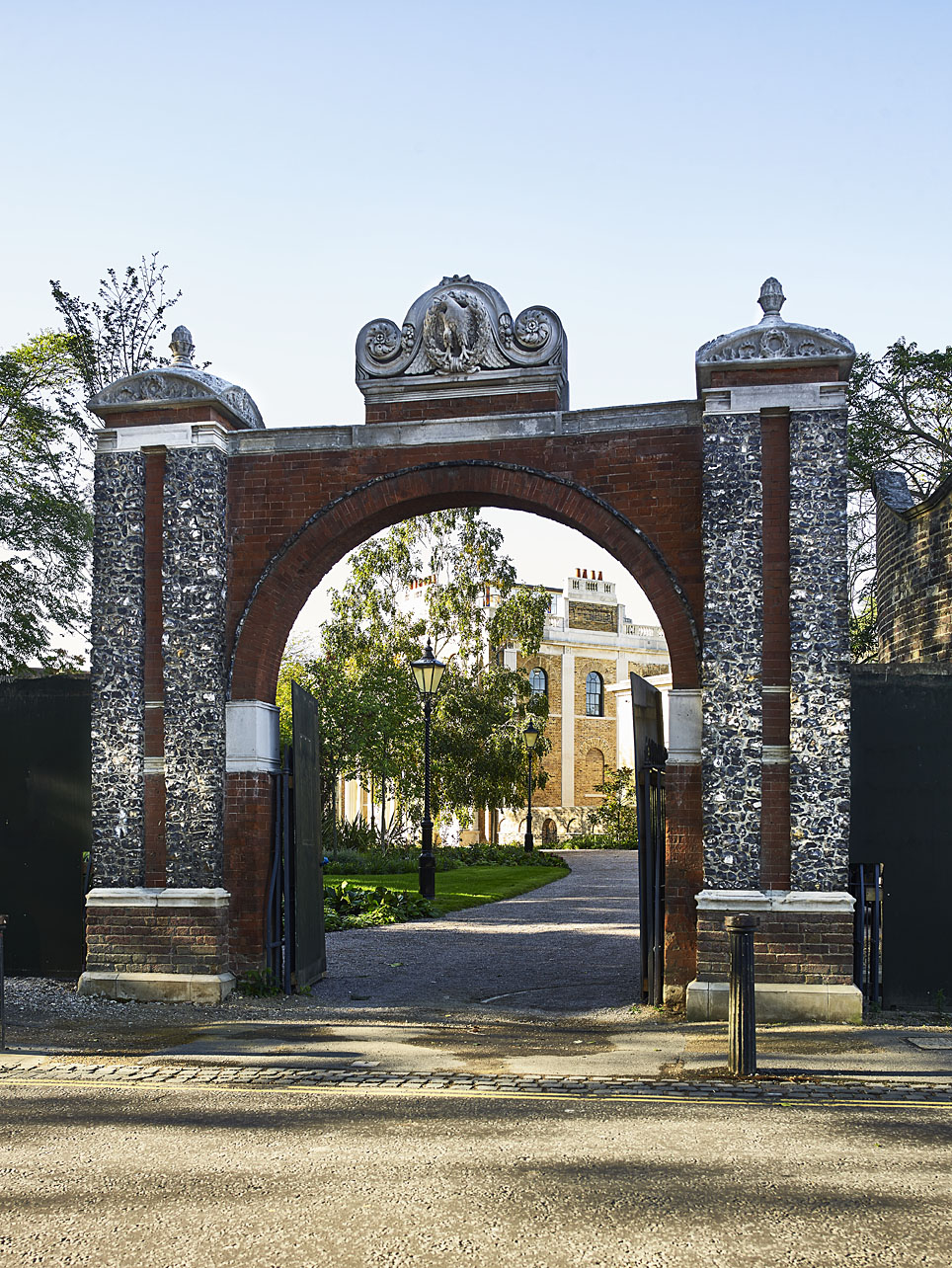
華波花園入口的拱門閘口

璧贊嘉莊園的拱門是由索恩所建，原為莊園入口，後來成為花園的東北面主要入口。拱門的一磚一瓦都是當年建成後延續至今，繼而成為一級建築。拱門數米以外的是伊靈戰爭紀念花園，令拱門添上另一層意義－紀念在一戰和二戰期間失去性命的伊靈居民。

### 紅磚牆
華波公園北面的紅磚牆可以追溯至18世紀後期，並被列為二級歷史建築。牆10尺高、長50碼，由入口開始沿著公園的邊界而建。

### 建築物
屬於新古典建築的莊園及畫廊位於主入口附近，最近曾在2015年至2019年進行翻新，主要希望有助旅客了解摄政公园內莊園的原本設計。
公園亦在2015年興建了The Rickyard，位於公園遊樂場旁邊，現在是由伊靈議會提供服務的學習中心，內裏設有課室、廁所、職員辦公室等。The Rickyard也有一個小食亭「璧贊嘉茶水間」，以及一個蜂箱。至於「索恩廚房」則在莊園附近。

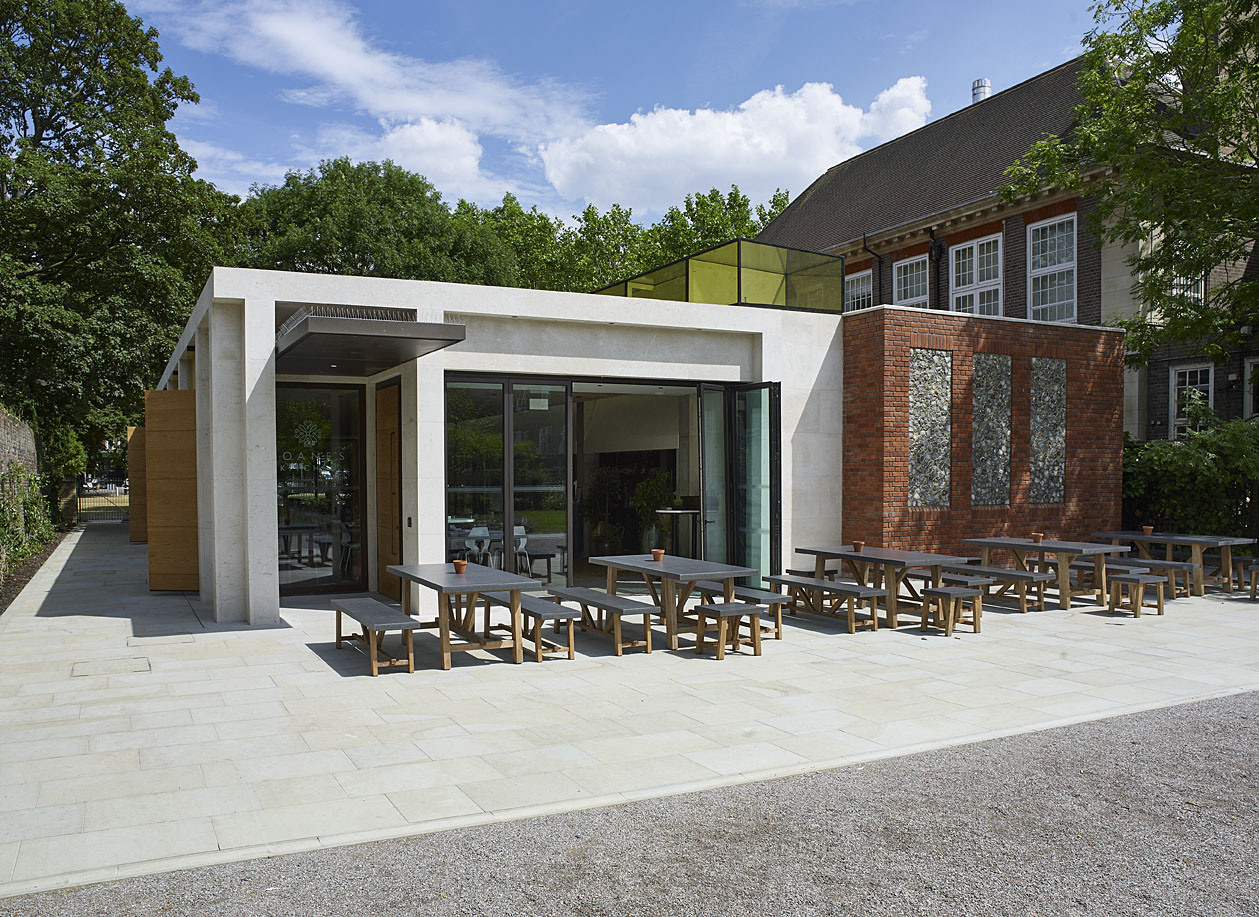
索恩廚房
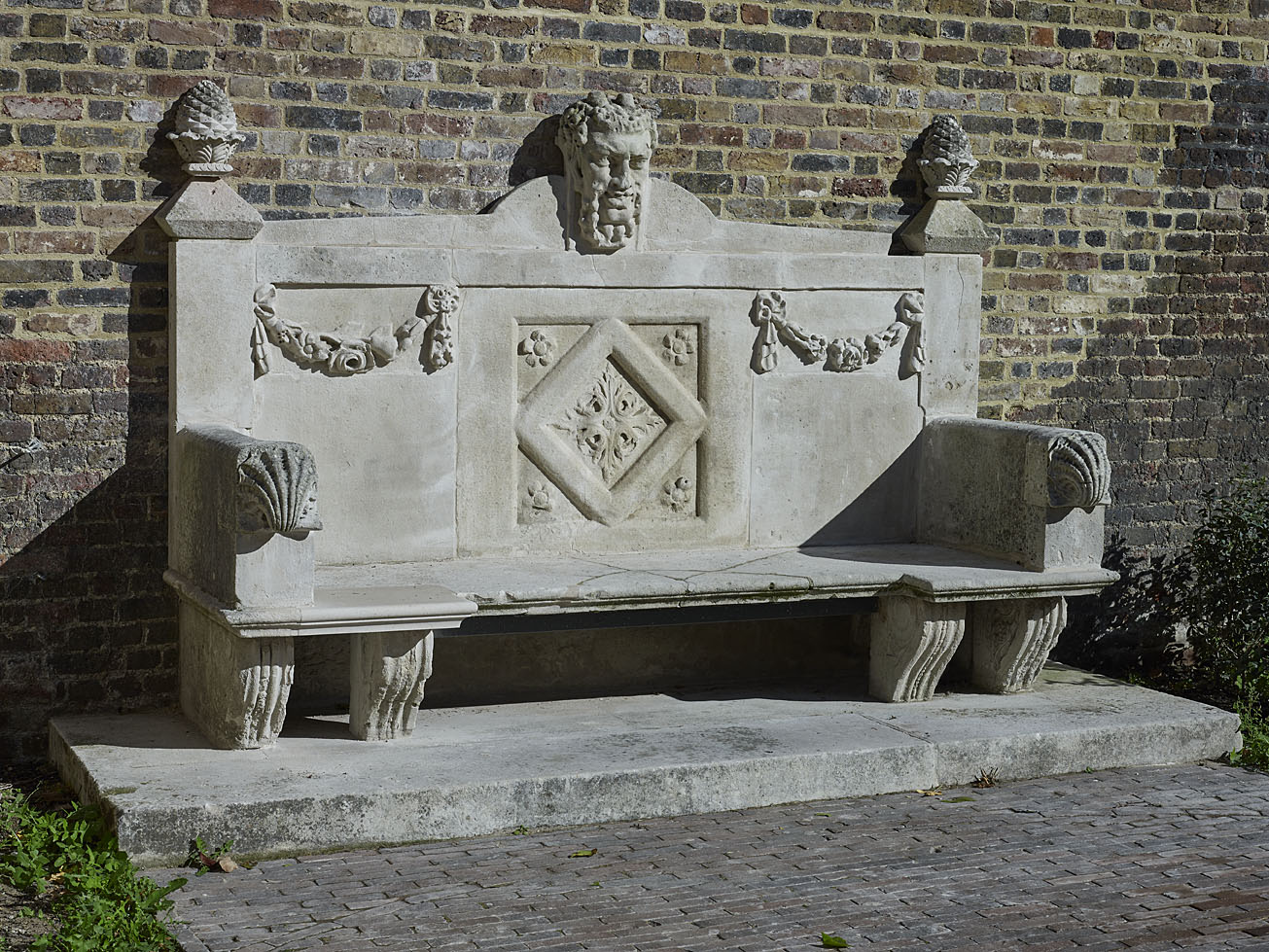
公園內的索恩長凳
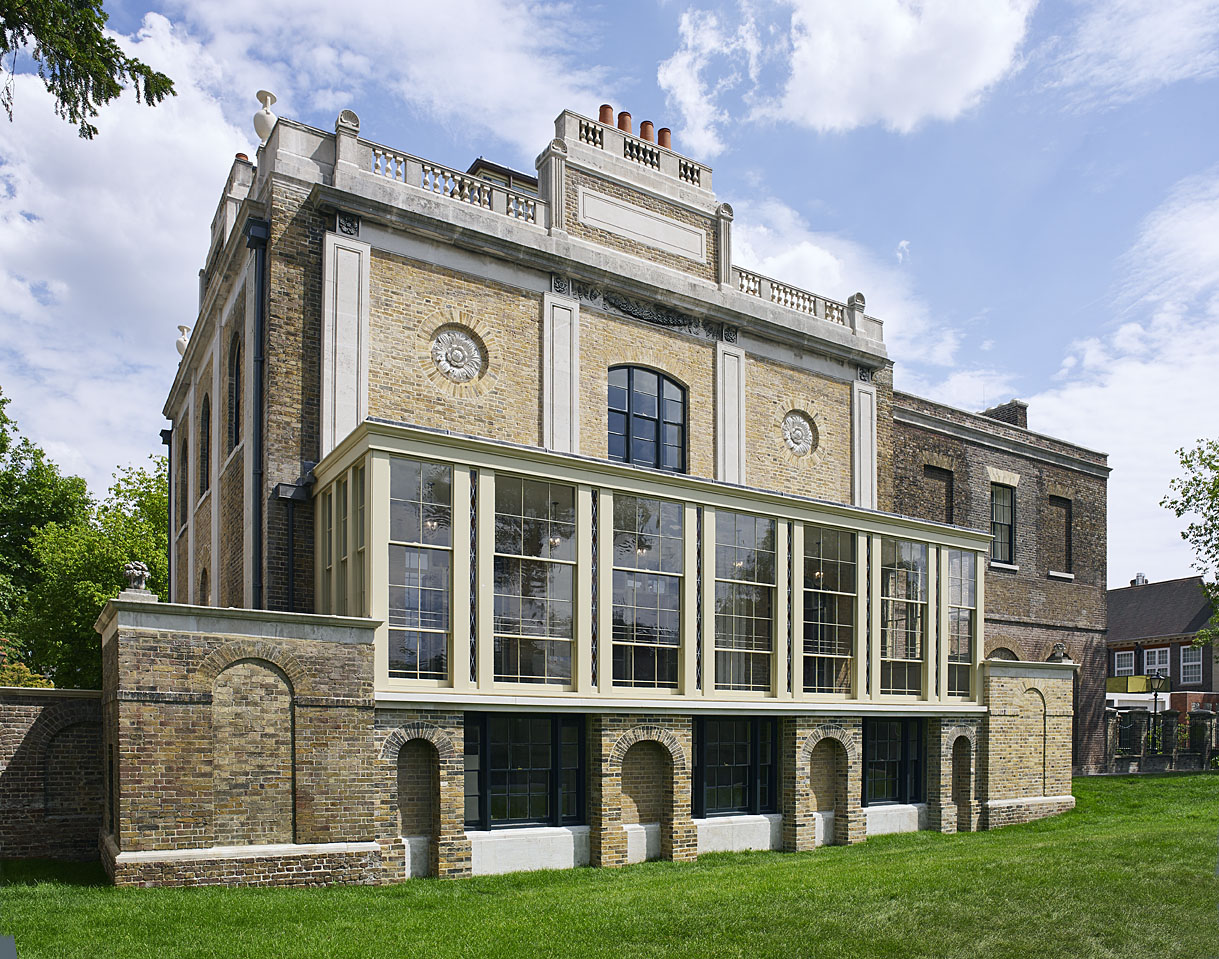
璧贊嘉莊園的西面及畫廊
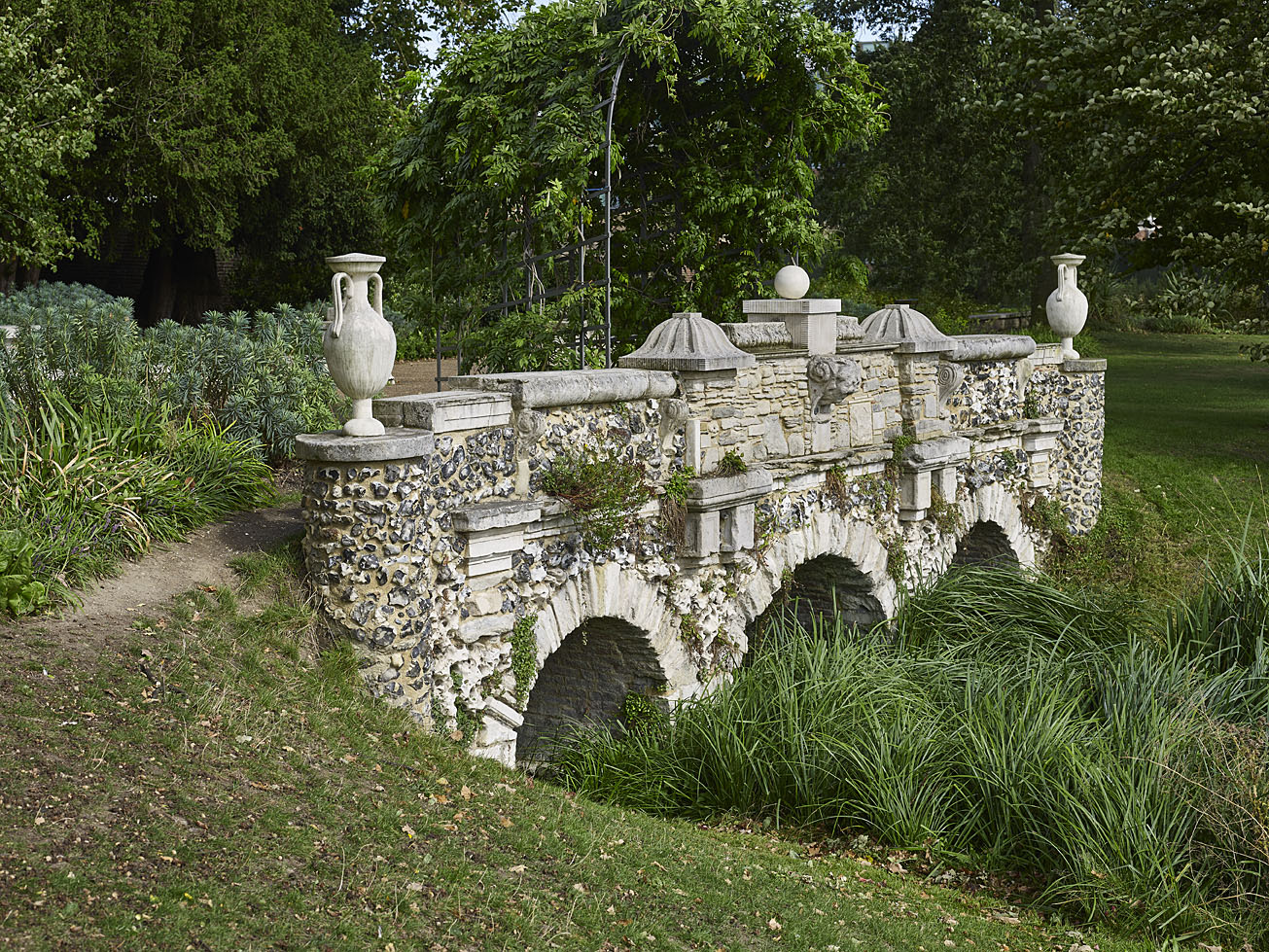
由索恩興建的觀賞橋樑

### 公園綠地

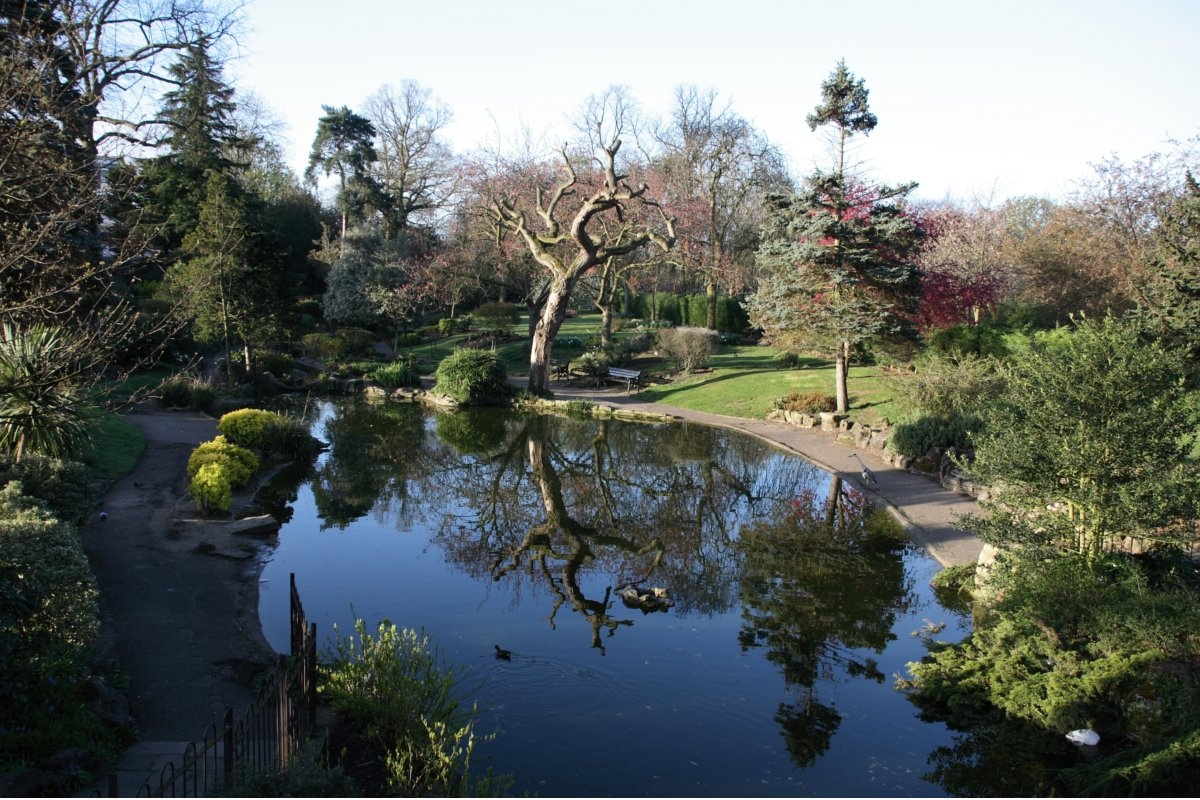
沉降的池塘

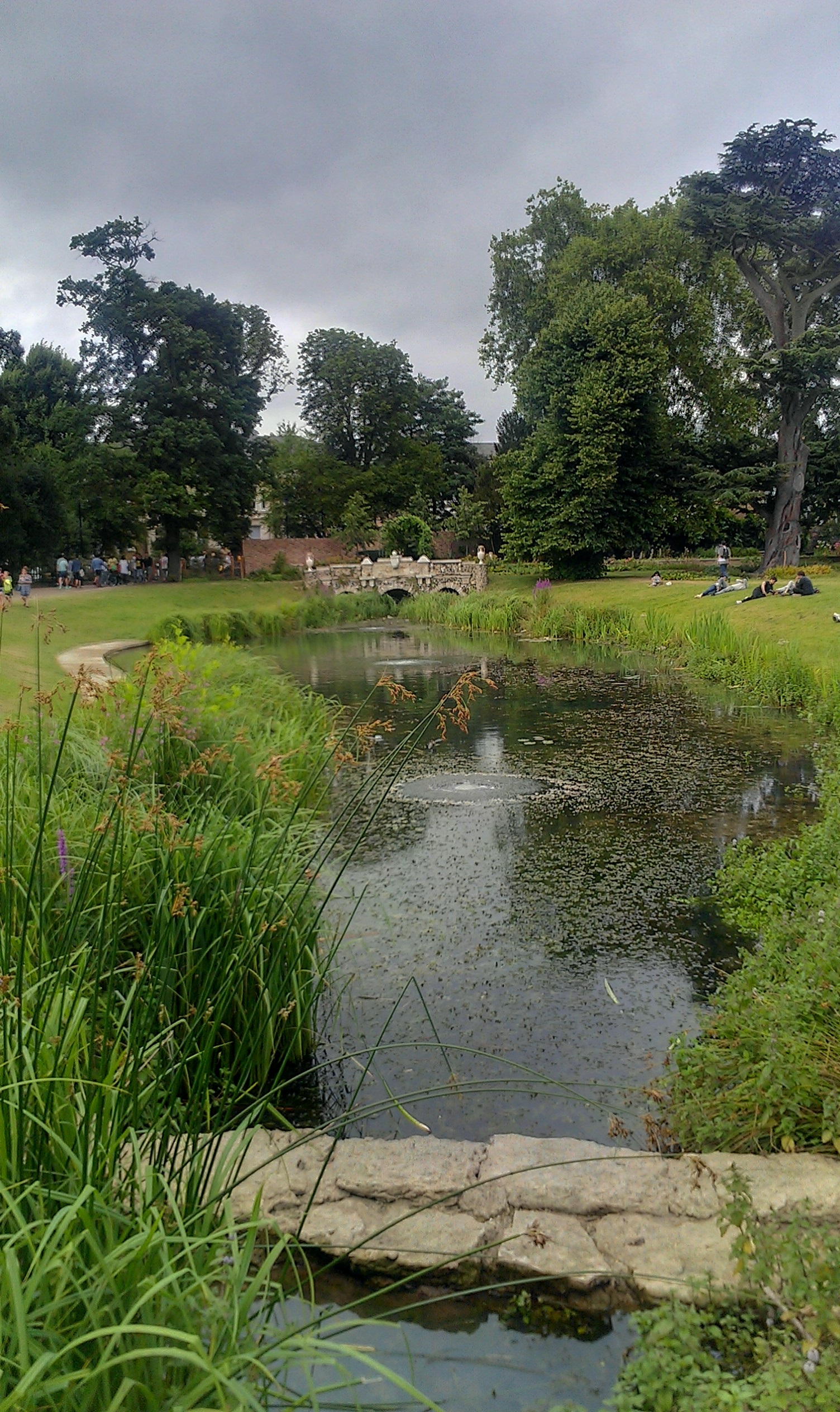
蛇紋湖

公園的綠地被樹蔭大道包圍，減少綠地受到強風的影響。至於兩個池塘當中，西面的較正規和更大，亦有一個噴泉。至於較接近莊園的東面池塘其中一邊有沉降，又種有灌木，看起來就如流水小溪。莊園內博物館的畫作可見，索恩時期的池塘深得多，索恩和朋友约瑟夫·玛罗德·威廉·特纳會坐在一起釣魚。由於公園西邊是牧場，因此池塘可能是阻止牛羊進入的哈哈牆。池塘和北面的橋樑早在索恩買下此地時已存在，購置後索恩另加裝飾、更具古風，切合他在別墅以北新建的人造羅馬遺跡，並被列為二星級古蹟。
北面紅磚牆還有一個大型石凳，獲列為二級建築。旁邊是紀念查理斯·鍾斯的石碑。

## 交通
最接近華波公園主入口的國鐵和伦敦地铁的鐵路站是區域線和中央線轉車站伊靈大道站，步程約八分鐘。皮卡迪利線的南伊靈站距離公園主入口約15分鐘路程，或可乘搭65號巴士，需時5分鐘。多條倫敦巴士路線都在公園附近有站。

## 活動
伊靈夏季節每年都在華波公園舉行活動，例如：啤酒節、喜劇節、公園歌劇、藍調節、全球節、爵士節。

## 延伸閱讀
- Leary, Emmeline. . New ed. [Ealing, London]: Ealing Community Services. 1990: 18–27. ISBN 0-86192-090-2.（公園曾在2008年初售賣本書作導覽和紀念品）

## 外部連結
- Ealing Council | Walpole Park （页面存档备份，存于）
- Pitzhanger Manor & Gallery Trust | Walpole Park （页面存档备份，存于）
- Jestico + Whiles Restoration Project | Walpole Park & The Rickyard （页面存档备份，存于）